# John Anthony Brooks
John Anthony Brooks, Jr., född 28 januari 1993 i Berlin, är en tysk-amerikansk fotbollsspelare (försvarare) som spelar för Hertha Berlin. Han har även representerat USA:s landslag.

## Karriär
Den 1 september 2022 värvades Brooks av Benfica, där han skrev på ett ettårskontrakt. Den 26 januari 2023 värvades Brooks av TSG Hoffenheim, där han skrev på ett 1,5-årskontrakt.
Den 29 augusti 2024 blev Brooks klar för en återkomst i Hertha Berlin, där han skrev på ett tvåårskontrakt.